# Gabunia ruficoxis
Gabunia ruficoxis är en stekelart som beskrevs av Joseph Kriechbaumer 1895. Gabunia ruficoxis ingår i släktet Gabunia och familjen brokparasitsteklar. Inga underarter finns listade i Catalogue of Life.